# Карбонат калия
Карбона́т ка́лия (углеки́слый калий, пота́ш, устар. кальцини́рованный пота́ш) — средняя соль калия и угольной кислоты с формулой K2CO3. Белое кристаллическое вещество, хорошо растворимое в воде. Малотоксичен, относится к III классу опасности.
Тривиальное название соли пота́ш происходит от нидерл. potasch напрямую или через нем. Pottasche, фр. potasse.

## История

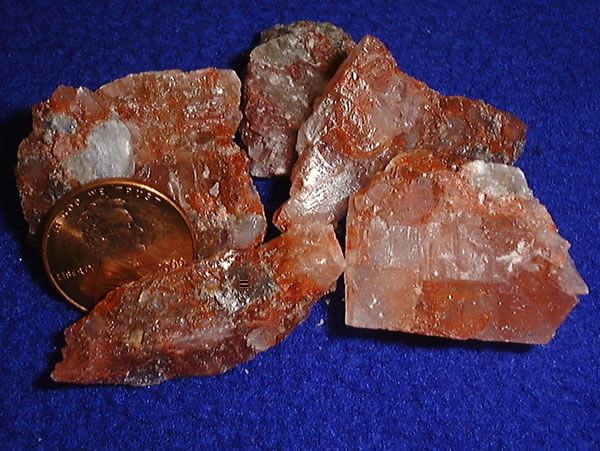
Природный поташ

Поташ — одна из солей, известных людям ещё в древности. Обычно поташ загрязнён различными примесями, поэтому не имеет такого чисто-белого цвета, как измельчённый карбонат калия. До XX века в Европе поташ был одним из важнейших промышленных химических реагентов. Его получали путём водной экстракции из растительной золы с дальнейшей очисткой до необходимого уровня. Производство было сосредоточено в местах, богатых лесом, в Европе, но, в основном, в России и Северной Америке.
В России Пётр I в 1721 году установил монополию на производство поташа: «Нигде никому отнюдь поташа не делать и никому не продавать под страхом ссылки в вечную каторжную работу» — с целью сбережения леса, поскольку вводил технологию производства поташа из «худых бочек, сучьев и прочих обрезков». До введения монополии крупнейшим центром производства поташа́ в XVII веке в России, а следовательно и в мире, были Нижегородский, Арзамасский и Муромский уезды с их богатыми лесами, уничтожавшимися по заимствованной из Литвы технологии и с привлечением литовских специалистов на зольных «майданах» или «будах» (будных станах).

## Физические и химические свойства
При нормальных условиях выглядит как бесцветные или белые кристаллы (моноклинная модификация), плотностью 2,44 г/см3.
При 420 °C переходит в гексагональную модификацию плотностью 2,27 г/см3. Плавится при 891 °C.
При нагревании до 1200 °C разлагается на углекислый газ и оксид калия:
{\displaystyle {\ce {K2CO3 -> K2O + CO2}}}
Хорошо растворим в воде: 105,5 г/100 мл (0 °C), 110,5 (20 °C), 155,7 (100 °C), гигроскопичен.
Образует несколько кристаллогидратов: K2CO3·5H2O, K2CO3·1,5H2O и K2CO3·0,5H2O, второй из них образуется при кристаллизации из водных растворов и хранении безводной формы на воздухе. Все перечисленные гидраты полностью обезвоживаются при 150—160 °C.
Водные растворы карбоната калия присоединяют углекислый газ с образованием гидрокарбоната калия.
{\displaystyle {\ce {K2CO3 + CO2 + H2O -> 2KHCO3}}}
С двуокисью серы водные растворы реагируют с образованием гидросульфита калия и двуокиси углерода.
{\displaystyle {\ce {K2CO3 + 2SO2 + H2O -> 2KHSO3 + CO2}}}

## Получение
Карбонат калия получают:
- как побочный продукт получается при переработке нефелинов[7].
- воздействием CO2 на раствор гидроксида калия[7]:

{\displaystyle {\ce {2KOH + CO2 -> K2CO3 + H2O}}}
- путём электролиза хлорида калия, в результате чего образуется гидроксид калия, который, вступая в реакцию с углекислым газом, образует воду и карбонат калия (см. выше).

Для использования в качестве удобрения поташ получают из щёлока при выщелачивании водой золы из злаков или водорослей, так как именно карбоната калия больше всего в растворимой части растительных остатков (белая «зола» от костра — в основном поташ). Принцип добычи: в глиняный обожжённый сосуд с небольшим отверстием на дне насыпали золу и слегка утрамбовывали. Потом его заливали определённым количеством воды. Воду, прошедшую через сосуд, тщательно собирали и ею заливали следующую партию. И так до тех пор, пока жидкость не приобретала сиропообразную консистенцию. После лишнюю жидкость выпаривали в металлической посуде и получали поташ.

## Применение
Карбонат калия применяют:
- для изготовления жидкого мыла[7];
- для производства пигментов[7];
- для производства хрустального, оптического[7] или тугоплавкого стекла;
- для крашения;
- для выращивания сельскохозяйственных культур (соли калия являются хорошим удобрением для растений);
- в фотографии как элемент проявителей[8];
- в качестве добавки в строительный раствор и бетон для понижения температуры замерзания (даёт белые пятна, поэтому разрабатываются специальные противоморозные присадки, не дающие разводов);
- для производства других соединений калия[7]: например, калиевой селитры для пороха;
- как поглотитель сероводорода при очистке газов[7];
- как обезвоживающий агент[7];
- в качестве средства экстренного пожаротушения (в продукте Firevase компании Samsung)
- зарегистрирован в качестве пищевой добавки E501.

## Безопасность
Карбонат калия считается «общепризнанным безопасным» (GRAS) в США в качестве пищевой добавки для человека Управлением по санитарному надзору за качеством пищевых продуктов и медикаментов (FDA). Он используется в качестве ароматизатора и адъюванта, питательной добавки, средства контроля рН или вспомогательного средства для обработки пищевых продуктов без каких-либо ограничений. В Европейском союзе карбонат калия указан в Постановлении Комиссии (ЕС) № 231/2012 в качестве разрешённой безопасной пищевой добавки и отнесён к категории «добавки, отличные от красителей и подсластителей». Объединённый экспертный комитет ФАО/ВОЗ по пищевым добавкам в 1965 году не стал устанавливать допустимое суточное потребление (ДСП) для карбоната калия, присвоив добавке статус «ДСП не определён». Это происходит в тех случаях, когда в ходе исследований за животными и людьми не удаётся определить вредный уровень для здоровья, а значит нет необходимости регулировать количество добавки в пищевых продуктах.